# Romeins-Seleucidische Oorlog

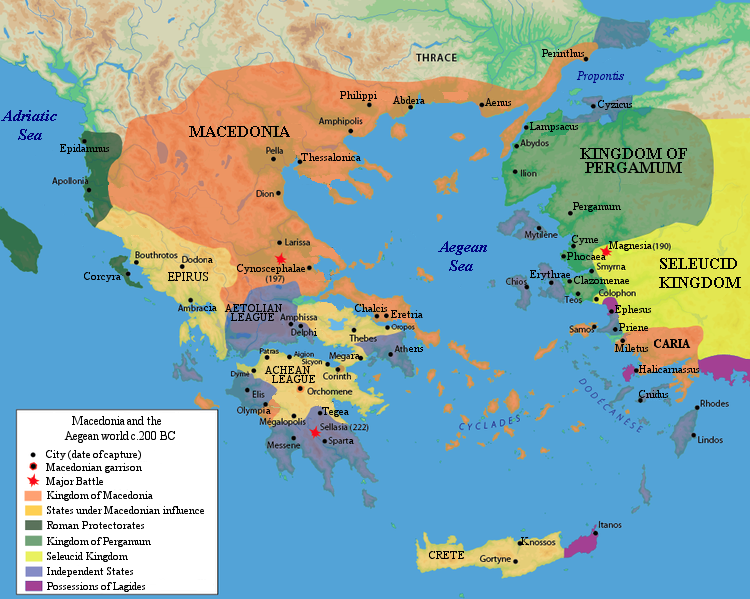
Griekenland en de Egeïsche Zee net voor de Tweede Macedonische Oorlog (200 v.Chr.)

De Romeins-Seleucidische Oorlog (192-188 v.Chr.), ook bekend als de Oorlog van Antiochus of de Syrische Oorlog, was een militair conflict tussen twee coalities die elk onder leiding stonden van de Romeinse Republiek en het Seleucidische Rijk. De oorlog vond plaats in Griekenland, de Egeïsche Zee en Klein-Azië
De oorlog was het gevolg van een "koude oorlog" tussen de twee grootmachten, die begonnen was in 196 v.Chr. In die periode hadden de Romeinen en de Seleuciden geprobeerd om hun invloedssfeer uit te breiden door allianties te sluiten met kleinere Griekse staten.
De oorlog eindigde met een duidelijke Romeinse overwinning. In het Verdrag van Apamea werden de Seleuciden gedwongen om Klein-Azië op te geven, dat aan de Romeinse bondgenoten gegeven werd. Het belangrijkste resultaat van de oorlog was dat de Romeinse Republiek de hegemonie over Griekenland en Klein-Azië kreeg, en zo de enige overgebleven grootmacht rond de Middellandse Zee werd.

## De "koude oorlog"

### Achtergrond (218-196 v.Chr.)
In 218 v.Chr. waren er rond de Middellandse Zee vijf grootmachten, die allemaal ongeveer even sterk waren: de Diadochenkoninkrijken van de Seleuciden, de Ptolemaeën en de Antigoniden in het oosten en Rome en Carthago in het westen.
Een serie van conflicten veranderde dit evenwicht echter: in de Tweede Punische Oorlog (218-201 v.Chr.) vochten de Romeinen met de Carthagers. Carthago verloor de oorlog, behield enkel haar grondgebied in Afrika en was veel minder sterk geworden. Ondertussen had Rome ook de Eerste Macedonische Oorlog (215-205 v.Chr.) tegen Philippus V van Macedonië gevochten. Deze laatste had een bondgenootschap met Carthago gesloten. Philippus slaagde erin stand te houden tegen een Romeins-Griekse coalitie tegen hem. Deze coalitie bestond uit de Romeinse Republiek, de Aetolische Bond, Pergamon en Rhodos. Zo raakte Rome voor de eerste keer verwikkeld in de affaires van Griekenland.
In 203 v.Chr. hadden Philippus en de koning van de Seleuciden, Antiochus III de Grote, een verdrag gesloten om samen de Ptolemaeïsche gebieden van Ptolemaeus V te veroveren. Antiochus veroverde in de Vijfde Syrische Oorlog (202-198 v.Chr.) het omstreden Coele-Syrië, terwijl Philippus oorlog voerde tegen de Ptolemaeën in de Egeïsche Zee. Het Ptolemaeïsche Rijk was na deze oorlogen verzwakt in zijn buitenlands beleid, en zou dat nooit meer te boven komen. Philippus V geraakte tijdens zijn oorlog met Ptolemaeus in conflict met de Griekse machten, die nu een verbond sloten met Rome. In de Tweede Macedonische Oorlog (200-196 v.Chr.) die volgde stond Rome, nu ook met de Achaeïsche Bond als bondgenoot, wederom tegenover Philippus.
Antiochus profiteerde van het feit dat alle andere grootmachten in oorlog waren door in 197 v.Chr. grote delen van Klein-Azië te veroveren. Hij annexeerde ook gebieden in Carië en Lycië die aan Philippus toebehoord hadden. Die had deze gebieden nog maar net buitgemaakt op de Ptolemaeën. Om een conflict met de Rhodiërs en hun Romeinse bondgenoten te vermijden stond Antiochus een deel van zijn veroverde gebieden af aan de eilandstaat. Ondanks dit was het gebied van het Seleucidenrijk enorm vergroot. Nu had het ook een sterke maritieme basis in handen: Efeze. Daarna rukte Antiochus op naar de Hellespont, waar hij ook steden die eerder aan Philippus toebehoord hadden, bezette. Deze laatste leed ondertussen een nederlaag bij Cynoscephalae tegen de Romeinen en werd gedwongen een vredesverdrag te sluiten. Antiochus probeerde zelf zijn voordeel te halen uit het feit dat Rome en haar bondgenoten nog steeds bezig waren met Philippus, en vertrok daarom in het voorjaar van 196 v.Chr. naar Europa. Daar veroverde hij Thracië, liet hij het in verval geraakte Lysimachia heropbouwen tot nieuwe regionale hoofdstad en stelde er zijn zoon Seleucus (IV) op de troon.
De Romeinse bevelhebber Titus Quinctius Flamininus had geen idee van de doelen van Antiochus en sloot daarom een vredesverdrag met Philippus. Flamininus beëindigde zo de Macedonische hegemonie over Griekenland, maar wilde tegelijkertijd een machtsevenwicht verkrijgen: hoewel Macedonië verzwakt was door het verlies van enkele gebieden, bleef het dienen als de tegenpool van de Aetoliërs en de Achaeërs en verdedigde het Griekenland tegen invallen van de Dardaniërs. Daarnaast creëerde Flamininus ook verschillende onafhankelijke staten, zoals Thessalië, dat vroeger deel uitgemaakt had van het rijk van Philippus. In de zomer van 196 v.Chr. verkondigde Flamininus op de Isthmische Spelen dat alle Grieken vanaf nu "vrij" waren.
Op dat moment waren er rond de Middellandse Zee nog slechts twee van de oorspronkelijke vijf grootmachten over gebleven: het Seleucidenrijk en het Romeinse Rijk.

### Doelen van de Romeinen en Seleuciden

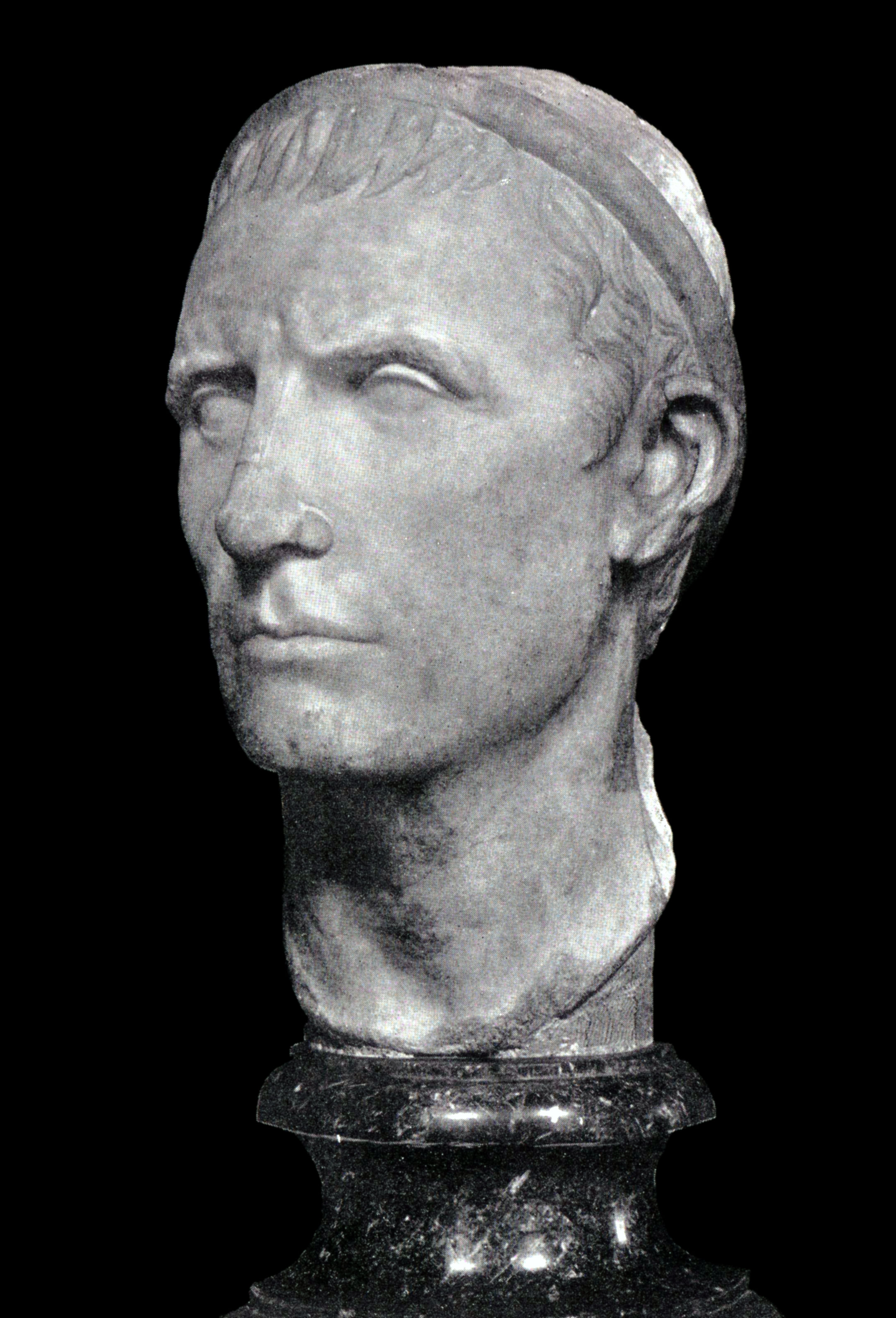
Buste van Antiochus III (Louvre)

Het Seleucidenrijk had sinds haar stichting op het einde van de vierde eeuw v.Chr. geleidelijk provincies verloren. Daarvoor waren zowel opstanden binnen het rijk als tegenstanders van buitenaf verantwoordelijk voor geweest. Toen Antiochus III in het jaar 223 v.Chr. de troon besteeg, behoorde enkel nog Syrië toe aan het rijk. In de loop van de volgende drie jaren kon Antiochus echter voorkomen dat het rijk volledig instortte en heroverde Mesopotamië, Persis, centraal Klein-Azië, Armenië, Parthië, Bactrië en Coele-Syrië. Antiochus vond zichzelf de restitutor orbis ("Hersteller van het rijk"). Ook Thracië wilde hij veroveren, want veel Seleucidenkoningen voor hem hadden dit gebied ook al willen veroveren. De laatste keer dat daar gevochten was door de Seleuciden was door zijn oom Antiochus Hierax in het jaar 226 v.Chr.
Antiochus' heroveringen waren slechts oppervlakkig, maar dit was bewust. De gebieden kwamen zelden onder directe controle van de Seleuciden en de verslagen koningen of steden mochten hun autonomie grotendeels behouden, zolang ze de Seleuciden als hun meesters erkenden en een schatting betaalden. Vooral bij de Griekse steden in Klein-Azië gebruikte Antiochus, zolang dat mogelijk was, zo weinig mogelijk geweld. Volgens zijn propaganda trad hij niet op als een veroveraar, maar als brenger van de onafhankelijkheid. Eigenlijk betekende de Seleucidische overheersing voor de steden een zekere autonomie. De prijs voor die autonomie was dat ze zelf geen beslissingen konden nemen wat betreft buitenlands beleid, wat precies het tegenovergestelde was van de ingesteldheid van de klassieke Griekse polis. Verder moesten de steden ook troepen voor het leger geven. De steden moesten ook offers geven in de vorm van betalingen aan Antiochus voor de cultus rond de Seleucidische koningen.
De Romeinse Republiek ging in Griekenland verder met haar beleid, waaruit vooral hun pragmatisme en hun idealisme bleek. Aan de ene kant hadden de Romeinen hun oostelijke grenzen willen verstevigen. Aan de andere kant hadden ze meer invloed willen krijgen in Griekenland. Flamininus wilde deze beide aspecten bij elkaar voegen. Hij wilde van de Romeinse invloed in Griekenland een langetermijnproject maken, wat ook niet nadelig zou zijn voor de Grieken zelf. Om een stabiel systeem te installeren zorgde hij ervoor dat de Macedonische hegemonie verzwakte en dat de kleinere staten meer macht kregen. De verklaring van 196 v.Chr. dat alle Grieken vrij waren en het vertrek van de Romeinse soldaten uit Griekenland in 194 v.Chr. zette dit beleid kracht bij.
Het nieuwe bestuurssysteem bleek later echter instabiel te zijn, en Rome moest uiteindelijk beslissen over interne geschillen van de stadstaten zelf, waardoor de Romeinen geleidelijk aan de nieuwe heersers over Griekenland werden. Antiochus' vertrek naar Thracië in 196 v.Chr. had deze situatie nog ingewikkelder gemaakt, omdat de Romeinen bang waren dat de Seleucidenkoning zijn rijk nu wilde uitbreiden naar Griekenland. Daarom weigerde Rome de Seleucidische heerschappij over Thracië formeel te erkennen. Twee Griekse stadstaten in Klein-Azië gaven Rome het ideale excuus om vanuit Klein-Azië Antiochus diplomatisch onder druk te zetten: Smyrna en Lampsacus. Deze twee steden wilden hun volledige onafhankelijkheid behouden en hadden daarom een beroep gedaan op Rome dankzij haar 'vrijheidsbeleid'. Later sloot ook nog een derde stad, Alexandrië Troas, zich bij Rome aan.

### Onderhandelingen
Ondanks deze spanningen wilde geen van beide machten een oorlog beginnen. Anderzijds konden ze hun meningsverschillen ook niet opzij zetten. Ze hielden drie vergaderingen om hun geschillen bij te leggen: bij Lysimachia (herfst 196 v.Chr.) eisten de Romeinen van Antiochus dat hij zich terugtrok uit Europa en de Griekse steden in Klein-Azië opgaf. Bij een vergadering in Rome (herfst 194 v.Chr.) deed Flamininus een ander aanbod: als Antiochus zich zou terugtrekken uit Thracië en de Hellespont als uiterste grens zou aannemen, zouden de Romeinen hem vrij spel in Klein-Azië geven. Omdat beide zijden toch niet tot een compromis konden komen, gingen ze in Efeze (zomer 193 v.Chr.) tot verdere onderhandelingen over. Antiochus wilde wel enkele omstreden steden in Klein-Azië opgeven, maar hij wilde Thracië behouden. Verder beschuldigden zowel de Romeinen als Seleuciden elkaar van het onderdrukken van de Grieken in respectievelijk Zuid-Italië en Klein-Azië. Antiochus
In deze periode ontwikkelde zich een "Koude Oorlog" tussen Rome en Antiochus, terwijl ze zelf ook hun invloed in de Egeïsche Zee wilden uitbreiden. Flamininus moest al een jaar na de vrede met Macedonië opnieuw vechten in Griekenland. Toen in 195 v.Chr. Nabis, de tiran van Sparta, zijn macht wilde vergroten ten koste van de Achaeïsche Bond, verklaarden de Romeinen hem de oorlog. Nabis werd verslagen en moest de omstreden stad Argos en de vlootbasis van Gytheion op te geven. Hijzelf mocht echter koning van Sparta blijven, omdat Flamininus het evenwicht tussen de Griekse staten wilde behouden.
De Romeinen hadden oorlog gevoerd tegen Nabis en hadden hierbij de hulp gekregen van bijna alle Griekse staten, met uitzondering van de Aetoliërs. Die waren sinds de oorlog met Philippus tegenstanders van Rome geworden. Ze hadden immers op grote gebieden van Thessalië gehoopt, maar Flamininus had ervoor gezorgd dat hun macht niet al te veel vergroot werd. Daarom namen de Aetoliërs in de winter van 195 op 194 v.Chr. contact op met Antiochus, om hem aan te sporen tot een oorlog tegen de Romeinen. De Seleucidenkoning zag dit wel zitten, maar hoopte ook nog steeds op een overeenkomst met Rome. Antiochus had zich intussen van mogelijke bondgenoten weten te verzekeren in een eventuele oorlog tegen Rome door zijn dochter uit te huwelijken aan Ptolemaeus V. Hierdoor zou Rome op twee fronten moeten vechten: tegen de Seleuciden in Klein-Azië en tegen de Ptolemaeën in Egypte. Hij was in de jaren 196 tot 194 v.Chr. ook verdergegaan met de expedities tegen de Thracische stammen om deze provincie te stabiliseren. Hij ondernam in 193 v.Chr. ook een veldtocht in Pisidië.
In 194 v.Chr. werden coalities gesmeed voor de ophanden zijnde oorlog: terwijl de Aetoliërs zich aansloten bij de Seleuciden, kozen Macedonië, Achaea, Pergamon en Rhodos partij voor Rome. Philippus van Macedonië hoopte door zich aan te sluiten bij Rome de strenge vredesvoorwaarden die hem waren opgelegd te versoepelen. Bovendien waren zowel Antiochus, door zijn verovering van Thracië, als de Aetoliërs een bedreiging voor de Macedoniërs geworden. De Achaeërs hoopten een nieuwe Peloponnesische Bond te kunnen organiseren met Romeinse hulp. Koning Eumenes II van Pergamon was in Klein-Azië langs drie kanten ingesloten door het Seleucidenrijk, doordat zijn vader gebieden verloren had aan Antiochus. Omdat Eumenes niet tevreden was met een rol als Seleucidische onderkoning, wees hij het aangeboden huwelijk met een van de dochters van Antiochus af en sloot zich aan bij Rome. De Rhodiërs hadden korte tijd samengewerkt met het Seleucidenrijk, maar wilden nu aan gebiedsuitbreiding doen. Dit kon echter enkel gedaan worden ten koste van dat rijk.

### De Aetoliërs
De Romeinen noch de Seleuciden wilden echt dat er een gewapend conflict voortvloeide uit deze 'Koude Oorlog', maar ze konden ook niet samen tot een overeenkomst komen. Nu liepen de spanningen echt heel hoog op, want in Griekenland braken meerdere lokale conflicten uit die ervoor zorgden dat beide grootmachten moesten ingrijpen.
De Aetoliërs wisten dat als ze hun macht wilden vergroten, ze dat enkel konden doen met de hulp van Antiochus. Daarom hadden ze de Seleucidische koning gevraagd om naar Griekenland te komen om de machtsverhoudingen te veranderen. Omdat deze laatste dit niet per se als een slecht idee zag, zagen de Romeinen zich gedwongen om hun soldaten terug naar Griekenland te brengen. Nu stond Antiochus voor een keus: hij kon ofwel Romes hegemonie in Griekenland erkennen, ofwel moest hij de Aetoliërs te hulp komen.
In het voorjaar en de zomer van 192 v.Chr. probeerden de Aetoliërs politieke instabiliteit te creëren in sommige Griekse steden, om zo een ingrijpen van beide grootmachten te provoceren. Deze steden waren Demetrias, Chalkis en Korinthe. Deze steden waren de sleutels geweest voor de Macedonische hegemonie over Griekenland. Nu die steden onafhankelijk waren, hadden ze de angst dat Rome ze aan Philippus zou teruggeven. Flamininus ging naar Demetrias om de spanningen daar te laten dalen, maar de magnetarch beschuldigde hem van een imperialistisch beleid. Flamininus was zo boos toen hij dat hoorde dat die naar Aetolië vluchtte en de raadsleden van Demetrias nu een pro-Romeins beleid aannamen. Na het vertrek van Flamininus keerde de magnetarch echter terug naar Demetrias onder begeleiding van Aetolische troepen, die nu de controle over die stad overnamen.
Een gelijkaardige poging tot machtsovername gebeurde in Chalkis, maar die mislukte. Aetolische soldaten probeerden met de steun van Chalkidische bannelingen de stad binnen te komen, om zodoende de regering van de stad af te zetten. Die riepen echter de hulp in van de bevriende steden Eretria en Karystos en konden zo de Aetoliërs terugdrijven.
De Aetoliërs probeerden in de zomer van 192 v.Chr. ook Sparta voor hun zaak tegen Rome te winnen. Nabis sloot zich aan bij hun Bond en bezette de haven van Gythion weer, maar stemde na Romeinse bemiddeling in met een nieuwe wapenstilstand, waardoor de situatie opnieuw bekoelde. Dit zinde de Aetoliërs niet. Een Aetolisch leger marcheerde naar Sparta om Nabis zogezegd militair te steunen, maar vermoordden hem. Ze slaagden er echter niet in om de controle over de stad zelf te verkrijgen, want de aanhangers van Nabis zetten een familielid van hem op de troon als opvolger. Eigenlijk profiteerden enkel de Achaeërs van Nabis' dood, omdat Sparta daarna tot hun Bond toetrad.

### Uitbraak van de oorlog

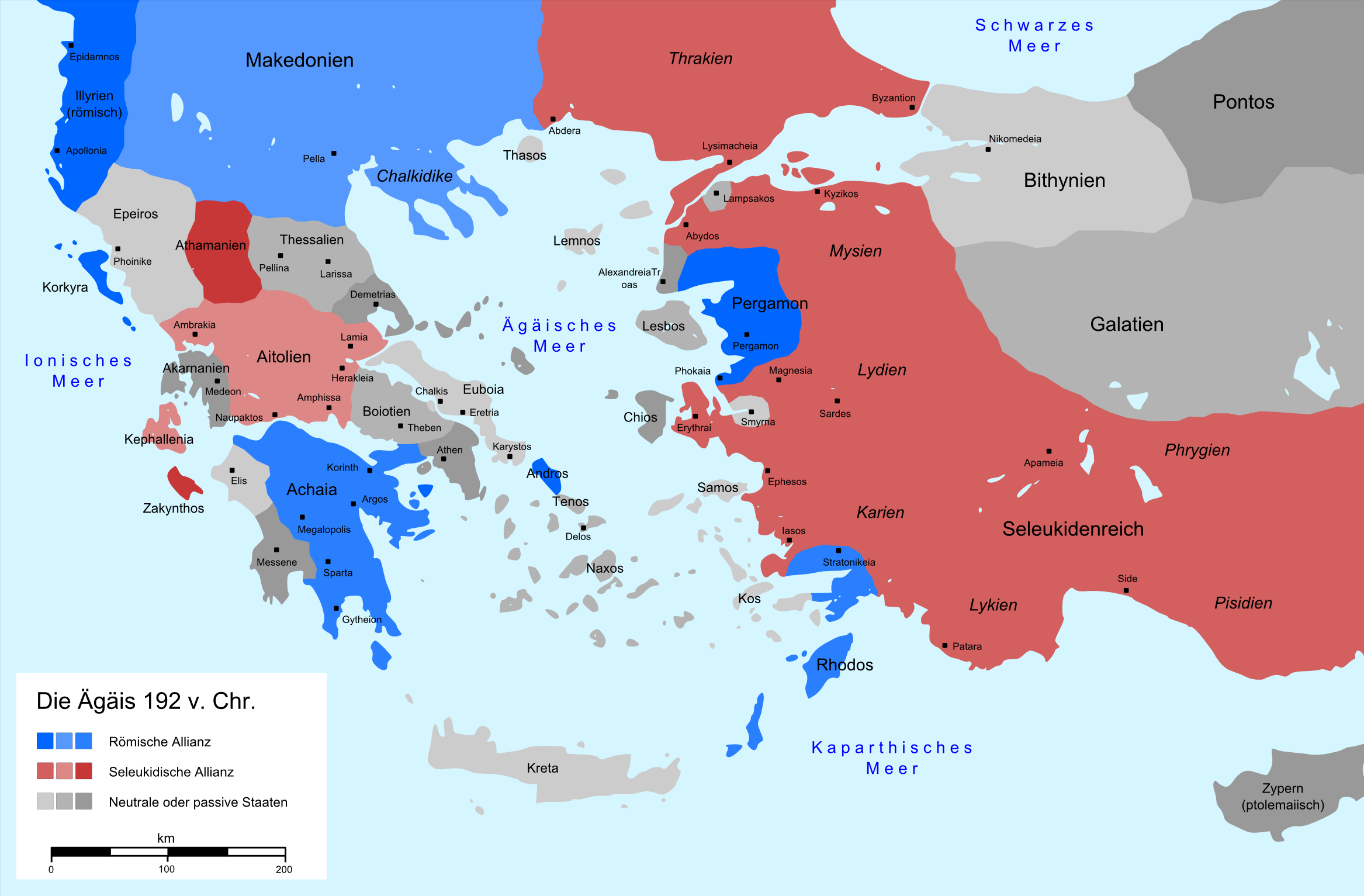
De Egeïsche Wereld bij de uitbraak van de oorlog in 192 v.Chr.
Seleucidische Rijk en bondgenoten
Romeinse Republiek en bondgenoten
Neutrale staten

Eigenlijk waren de Aetoliërs enkel succesvol geweest in Demetrias, maar toch hadden ze hun gewenste doel om beide grootmachten te laten ingrijpen bereikt: Rome was geenszins bereid om het verlies van Demetrias door de vingers te zien. Het was alleszins te verwachten dat een nieuwe Romeinse interventie zich niet enkel tot Demetrias zou beperken, maar nu ook op de Aetolische Bond gericht zou zijn. Een Aetolische nederlaag zou ook zijn nadelen hebben voor Antiochus: als Rome geen tegenstand meer zou ondervinden in Griekenland, zou de Seleucidenkoning moeten vrezen voor zijn bezittingen in Thracië en Klein Azië. Daarom begon Antiochus, ondanks weinig voorbereiding, in de herfst van 192 v.Chr. met de invasie van Griekenland.
Tijdens de 'Koude Oorlog' was aan het Seleucidisch hof al gediscussieerd over hoe de eventuele oorlog tegen Rome gevoerd moest worden. Een van de woordvoerders onder hen was de vroegere Carthaagse veldheer Hannibal. Romes grootste tegenstander van de Tweede Punische Oorlog hield zich sinds 195 v.Chr. in het Seleucidenrijk op, nadat hij Carthago moeten verlaten had. Hannibal zei aan Antiochus dat hij in het geval van een oorlog tegen de Romeinen hun voorraden vanuit Italië moest afsnijden: terwijl de koning met zijn leger Griekenland binnenviel, zou Hannibal dan met een Seleucidische vloot de macht in Carthago overnemen en van daaruit Italië binnenvallen. Het plan van de Carthager werd echter door de koning verworpen, omdat hij zelf aan het hoofd van een leger de overwinning wilde afdwingen. Niettemin plande Antiochus eerst om Hannibal met een kleine vloot naar Carthago te sturen om daar daadwerkelijk de macht over te nemen, zodat de Romeinen troepen in Zuid-Italië zouden moeten achterlaten uit angst voor een vijandig Carthago. Toen de situatie in Demetrias echter verslechterde stopte Antiochus het plan en zorgde ervoor dat Hannibals eenheid deel uitmaakte van de invasiemacht voor Griekenland.
Antiochus had maar weinig tijd gehad om een militair ingrijpen in Griekenland te organiseren, en daarom was zijn strijdmacht van 10.000 man infanterie, 500 cavalerie en zes olifanten relatief klein. De Romeinen waren wezenlijk beter voorbereid op een interventie in de Egeïsche Zee dan de Seleucidische koning: al vanaf de Aetolische oproer in Demetrias in het voorjaar hadden de Romeinen hun strijdmacht begonnen hun strijdmacht voor te bereiden. Een leger van 25.000 man vertrok nu naar Apollonia. Daarbovenop stond nog 40.000 man klaar in Italië, en ook de vloot in Brundisium werd vergroot.

## Verloop

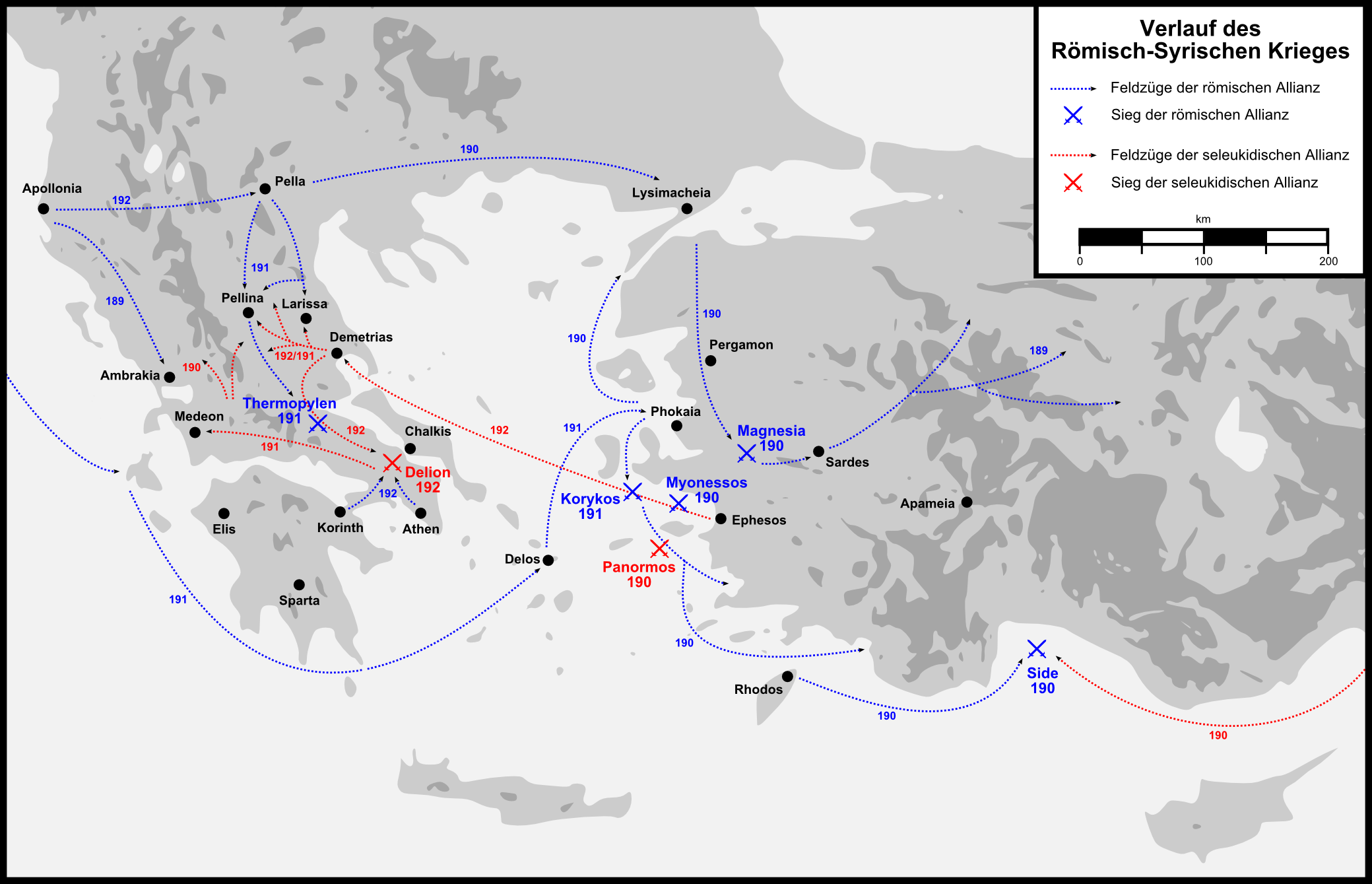
Verloop van de oorlog

### Antiochus’ landing in Griekenland
Antiochus landde met zijn leger in Demetrias, waar de anti-Romeinse regeringsleden hem vriendelijk ontvingen. De alliantie tussen de Seleuciden en de Aetoliërs werd publiek bekrachtigd in Lamia, en Antiochus werd officieel aangesteld als strateeg van de Bond.
Daarna probeerde Antiochus ook Chalkis te overtuigen zich bij hem aan te sluiten, maar de stad sloot zijn aanbod voor een alliantie af. Antiochus stuurde daarop 3.000 man onder leiding van Menippos met de vloot naar Chalkis en volgde zelf met de rest van het leger. Ondertussen marcheerden ook 500 Romeinse en Achaeïsche soldaten naar de stad als versterkingen. De Achaeërs konden de stad op tijd bereiken, maar Menippos kwam aan voor de Romeinen dat deden en bezette de vesting bij Chalkis aan de andere oever van de Euripos. Daarom gebruikten de Romeinen transportschepen om op een andere plaats overgezet te worden naar Euboea. Menippos liet het echter niet toe dat de Chalkidiërs nog verder versterkt werden, en viel de soldaten aan bij Delium. Hierbij werd het grootste deel van de Romeinen gedood of gevangen genomen, terwijl de rest zich terugtrok naar Chalkis. Toen Antiochus later met de rest van het leger aankwam, gaf Chalkis zich over, maar de pro-Romeinse politici hadden de stad eerst mogen verlaten, net als de Romeinse en Achaeïsche hulptroepen.
Ondanks dit succes bleven de Griekse steden niet happig om zich aan te sluiten bij Antiochus. Enkel koning Amynandros van Athamanië was bereid tot actieve deelname aan de oorlog, omdat hij zijn zwager, Philippus van Megalopolis, op de Macedonische troon wilde zetten. Enkele kleinere Griekse machten wilden wel een goede relatie met de Seleuciden onderhouden: Boeotië en Epirus sloten zich formeel aan bij de alliantie van Antiochus, maar ze bleven eigenlijk praktisch neutraal. Er werden 1.000 Seleucidische soldaten naar Elis gestuurd, om zo te dienen als tegengewicht voor de Achaeërs op de Peloponnesos te dienen.
De Seleucidisch-Aetolische alliantie viel in de winter van 192/191 v.Chr. Thessalië binnen. De inwoners van deze regio waren Antiochus immers vijandig gezind, aangezien ze hun onafhankelijkheid aan Rome te danken hadden. De Seleucidenkoning slaagde erin het grootste deel van Thessalië, uitgezonderd Larisa, onder zijn controle te brengen, maar moest zich door het slechte weer terugtrekken naar Chalkis. Hij moest echter een sterk leger om het veroverde gebied te controleren. Daarom werd de Seleucidische vloot teruggestuurd naar Klein-Azië om daar nieuwe soldaten te halen. Om zijn verbondenheid met Griekenland te betonen, trouwde hij met een Chalkidische.

### Slag bij Thermopylae
De praetor Marcus Baebius Tamphilus had met zijn 25.000 soldaten van Apollonia Thessalië niet kunnen bereiken en sloeg zijn kamp voor de winter op in Macedonië. Ondertussen had Philippus besloten om mee te doen aan de oorlog aan de kant van de Romeinen. Als hij dit deed mocht hij zijn leger, dat nu uit maximaal 5.000 man mocht bestaan, vergroten. In het voorjaar van 191 v.Chr. begonnen Tamphilus en Philippus elk afzonderlijk met de herovering van Thessalië. Het noordoosten viel al snel in de handen van Tamphilus, omdat er daar weinig Seleuciden waren. Philippus stootte in het westen van Thessalië echter wel op tegenstand van de Athamaniërs, die zich allemaal verschanst hadden in de stad Pelinna. Enkel toen Tamphilus' leger en nog 12.000 meer Romeinse versterkingen onder consul Manius Acilius Glabrio aankwamen, gaf de stad zich over. Philippus marcheerde nu zonder verdere moeilijkheden naar Athamanië, waarop koning Amynandros naar Ambracia vluchtte. Glabrio nam het opperbevel van het Romeinse leger over en richtte zich nu naar het zuiden van Thessalië, waar er nog een sterk Seleucidisch garnizoen gelegerd was. Dit gaf zich echter over nadat het de toestemming had gekregen om via Macedonië terug te keren naar huis. Nu controleerden de Romeinse en Macedonische troepen Noord-Griekenland.

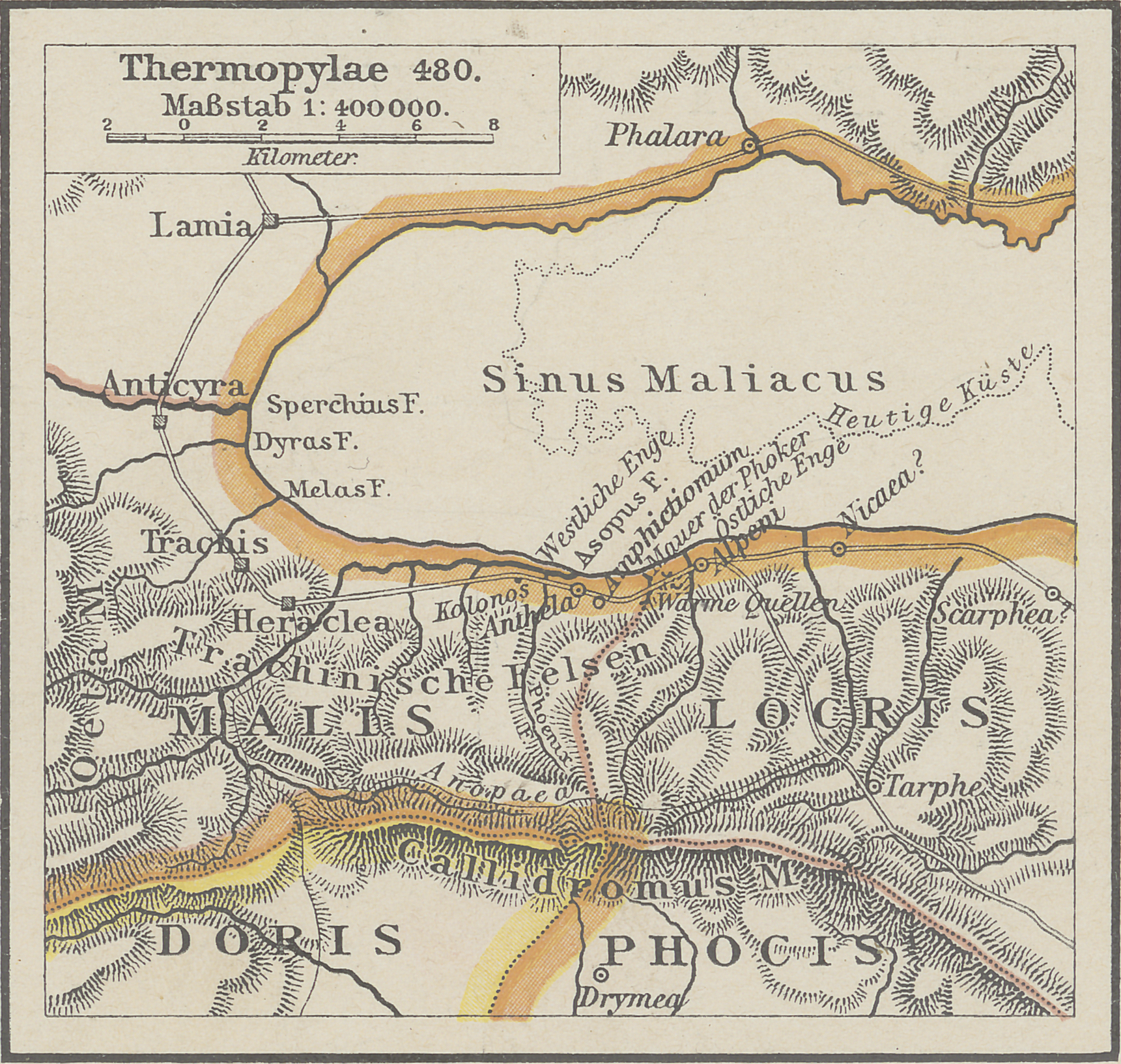
Thermopylae

Antiochus had geprobeerd om Acarnanië te veroveren terwijl de Romeinen in Noord-Griekenland bezig waren. Daar sloot de stad Medeon zich bij hem aan, maar het grootste deel van Acarnanië stelde zich vijandig tegenover hem op door hun traditionele rivaliteit met de Aetoliërs. Daarom gaf Antiochus Acarnanië op en ging terug naar Chalkis om al zijn troepen te verzamelen voor een veldslag tegen de Romeinen. Omdat er ondertussen versterkingen uit Klein-Azië aangekomen waren, bestond het leger van de koning nu weer uit 10.000 soldaten. Zijn Aetolische bondgenoten hadden maximaal een even groot aantal troepen, maar toch stuurden ze maar 4.000 man, omdat ze dachten dat Philippus een inval in hun gebied zou doen. Omdat hij in de minderheid was wilde Antiochus geen open veldslag en bezette daarom het oostelijke deel van Thermopylae. De helft van de Aetoliërs werden in de stad Heraclea Trachinia gestationeerd bij het westen van de pas, terwijl de rest de doorgang over de bergen bewaakten. 
Glabrio had ongeveer 30.000 man toen hij uit Thessalië vertrok. Hij liet het gebied rond Heraclea verwoesten om zo een aanval van de Aetoliërs te provoceren. Deze bleven echter in de stad. Ondanks het feit dat de vijand zich ook in zijn rug bevond, rukte Glabrio op naar Thermopylae. Hij maakte twee contingenten van elk 2.000 man, die via de bergpassen het Seleucidenleger in de rug moest aanvallen. Hoewel Antiochus een sterke verdedigende positie had aangenomen, begon Glabrio de Tweede Slag bij Thermopylae door de Seleuciden frontaal aan te vallen. Ondanks hun numerieke minderheid konden de Seleuciden dankzij hun sterke positie de Romeinen tegenhouden. Een van de twee Romeinse contingenten onder leiding van Marcus Porcius Cato brak ondertussen door bij de bergpassen die bewaakt werden door de Aetoliërs. Cato kon nu de Seleuciden in de flank aanvallen, die op de vlucht sloegen. Antiochus kon met een deel van het leger naar Chalkis vluchten, maar veel van zijn soldaten waren gevangengenomen door de Romeinen. Zijn leger in Griekenland bestond nu nog enkel maar uit enkele duizenden mannen, die echter verspreid waren. Daarom trok de Seleucidische koning zich terug naar Klein-Azië.

### De oorlog op zee I: Corycus
Ondanks Antiochus' vlucht was de oorlog in Griekenland nog niet voorbij voor de Romeinen, omdat de Aetoliërs de strijd verderzetten met financiële steun van de Seleuciden. Glabrio was er dan wel in geslaagd om de Aetolische vestingen bij Heraclea en Lamia in te nemen, maar Naupactus en Amfissa werden nog steeds gecontroleerd door de Aetoliërs. Toch verschoof het strijdtoneel zich naar de Egeïsche Zee. De Romeinen hadden voor een invasie in Klein-Azië de controle over de zee nodig, wat Antiochus probeerde te verhinderen.
De Seleucidische admiraal Polyxenidas, die afkomstig was uit Rhodos, beschikte dan wel over 200 schepen, maar daaronder waren er slechts 70 grote tectae (overdekte schepen), terwijl de rest kleinere apertae (onoverdekte schepen) waren. Twee factoren bemoeilijkten zijn opdracht om de Romeinen te verslaan: ten eerste waren de Seleuciden het gewend om op land te vechten en niet op zee, ten tweede werden de Romeinen op zee gesteund door Pergamon en Rhodos.
De Romeinse vloot stond onder bevel van de praetor Gaius Livius Salinator. Hij voerde het bevel over een vloot van 81 quinqueremen en 24 kleinere schepen. Salinators wilde nu eerst zijn vloot aansluiten bij die van zijn bondgenoten, om zo een numeriek overwicht te verkrijgen op zijn tegenstander. Eerst ging hij naar Pergamon. Polyxenidas ging daarom aan land bij het niet ver daarvandaan gelegen Phocaea, maar hij kon de ontmoeting tussen de Romeinen en de Pergameners niet verhinderen. Hij trok zich daarom terug naar de zee-engte tussen Chios en het Eritreïsche schiereiland, om zo dicht bij zijn vlootbasis bij Efeze te blijven en van daaruit te verhinderen dat Salinator bij de Rhodiërs zou aankomen. 
Salinator voerde dankzij de versterkingen van Eumenes nu het bevel over 105 grote tectae en 50 kleine tectae. In de herfst van 191 v.Chr. ging hij zuidwaarts, om ook de Rhodische schepen op te nemen in zijn armada. Bij de Corycus probeerde Polyxenidas de Romeins-Pergamenische vloot tegen te houden. Nadat zijn schepen aan de kant van de zee echter omsingeld waren, moest hij zich terugtrekken naar Efeze. Hij verloor 23 schepen. Na de aankomst van 130 tectae uit Rhodos was Salinator erg in het voordeel tegen Polyxenidas. De Romeinse praetor blokkeerde de Seleucidische vloot wel een tijdje bij Efeze, maar verspreidde zijn armada alweer snel. Terwijl de Rhodiërs hun eigen wateren veilig wilden houden, zeilde Salinator met de Romeinse en Pergamenische schepen naar het noorden, om de controle over de Hellespont te verkrijgen.

### De oorlog op zee II: Myonessus
Ondanks zijn nederlaag bij Corycus gaf Antiochus de oorlog op zee niet op. Tijdens de winter van 191/190 v.Chr. kreeg Polyxenidas de opdracht om zijn vloot te versterken met nieuwe grote schepen. Ondertussen moest Hannibal in Syrië en Fenicië een tweede vloot samenstellen en met deze naar de Egeïsche Zee komen. Toen Polyxenidas in het voorjaar van 190 v.Chr. het aantal van zijn tectae weer op 70 gebracht had, ging hij naar het zuiden om de Rhodische vloot onder Pausistratus te verslaan, zodat Hannibal zich zonder problemen bij hem zou kunnen aansluiten. In een gecombineerde land- en zeeonderneming kon de admiraal 36 schepen in de haven van Panormus op Samos veroveren en liet er maar zeven heel.
Ondertussen had Salinator Abydos belegerd, dat de belangrijkste vesting was voor de controle over de Hellespont. Toen hij hoorde over de overwinning van Polyxenidas bij Panormus, zeilde hij naar het zuiden, waarop de Seleucidische vloot zich terugtrok naar Efeze. Polyxenidas had nu meer dan 90 schepen dankzij de verovering van de Rhodische schepen, maar was nog altijd in de minderheid, aangezien de Rhodiërs nieuwe schepen stuurden naar de Romeinen. De Romeinse vloot bestond nu uit 120 tectae.
De nieuwe praetor, Lucius Aemilius Regillus, nam de leiding over van Salinator. Hij viel de Seleucidische basissen in Carië en Lycië aan. Omdat Regillus de controle over de Hellespont wilde veroveren maar ondertussen ook Polyxenidas in Efeze wilde houden, stuurde hij koning Eumenes van Pergamon naar de zee-engte.
Polyxenidas' vloot hoopte nu vooral op de aankomst van de vloot van Hannibal. Die zou echter de Rhodische blokkade moeten doorbreken. Bij bij de Eurymedon bij Side troffen Hannibals 47 schepen een Rhodische vloot van 38 schepen aan onder Eudamos. Terwijl Hannibals sterkere vleugel niet veel tegenstand ondervond, behaalden de Rhodiërs bij de andere vleugel een duidelijke overwinning. De Seleucidische vloot trok zich daarom terug.
Doordat Hannibal hem nu niet te hulp kon komen zag Polyxenidas zich gedwongen zelf te handelen en viel Regillus aan. In de zomer van 190 v.Chr. begon de Slag bij Myonessus. Polyxenidas voerde het bevel over 89 schepen, terwijl Regillus slechts over 70 schepen beschikte, omdat de Pergameners vertrokken waren en nu enkel versterkt werden door een Rhodische vloot. De slag begon ongunstig voor de Romeinen, omdat de omsingeling dreigde via de flank die naar de zee gericht was. De snelle Rhodische schepen van bij de landvleugel kwamen echter te hulp. De onbeweeglijke schepen van de Seleuciden konden hun tegenstanders niet volgen. Polyxenidas verloor 42 schepen en trok zich terug naar Efeze. De oorlog op zee was daarmee in het voordeel van de Romeinen beslecht en de Hellespont was nu onder Romeinse controle gekomen.

### Slag bij Magnesia

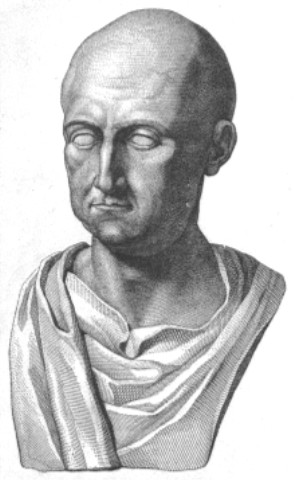
P. Cornelius Scipio Africanus

De leiding over het Romeinse leger in Griekenland was ondertussen van Glabrio naar de nieuwe consul Lucius Cornelius Scipio overgegaan. Hij had 13.500 man als versterking meegebracht. Hij werd ondersteund door zijn bekendere broer Publius Cornelius Scipio Africanus. Deze laatste was erin geslaagd om met de Aetoliërs een wapenstilstand van zes maanden te sluiten, waardoor de Romeinen nu zonder problemen naar Klein-Azië zouden kunnen marcheren. Na de Romeinse overwinningen op zee kon Regillus zonder verdere moeilijkheden met zijn vloot de Hellespont bezetten. Antiochus bereidde zich voor op een slag in het binnenland en gaf daarom de kuststeden prijs aan de Romeinen. Het Romeinse leger onder Lucius Scipio bereikte in november 190 v.Chr. het verlaten Lysimacheia en vertrok van daaruit naar Klein-Azië.
Door het ongunstige verloop van de oorlog probeerde Antiochus een alliantie te sluiten met Bithynië, dat echter neutraal wilde blijven. Ondertussen boden de Ptolemaeën de Romeinen aan om zich bij hen aan te sluiten tegen de Seleuciden. Rome weigerde dit echter, omdat ze niet wilden dat het conflict nog verder zou escaleren. Na de nederlaag op zee had Antiochus aangedrongen op een wapenstilstand, en probeerde nu opnieuw vrede te verkrijgen. Hij wilde de Romeinen Thracië en alle omstreden steden in het westen van Klein-Azië geven, en hij wilde ook de helft van de Romeinse oorlogskosten betalen. Scipio Africanus wilde echter de volledige overgave van Klein-Azië tot aan het Taurusgebergte, net als de terugbetaling van alle oorlogskosten – dit waren ook zowat de voorwaarden bij de feitelijke vredesovereenkomst. De Seleucidenkoning ging daarmee niet akkoord en nam met zijn leger stelling bij Magnesia, omdat hij van daaruit zowel de weg naar Sardis als die naar Efeze kon veiligstellen.
De Romeinen rukten ondertussen op naar het zuiden en in december 190 v.Chr. begon de Slag bij Magnesia tegen het Seleucidische leger. Lucius Scipio had ongeveer 50.000 man onder zijn bevel, grotendeels infanterie uit Rome of Italië. Daar werden nog enkele contingenten van Griekse bondgenoten aan toegevoegd, waarvan de Pergamenische cavalerie de belangrijkste was. Antiochus had ongeveer hetzelfde aantal soldaten. Zijn leger kwam uit alle uithoeken van zijn rijk, maar had veel meer samenhang dan dat van zijn tegenstanders. De slag begon in het voordeel van Antiochus, die aan de leiding van zijn cavalerie de linkervleugel van de Romeinen op de vlucht dreef. Ondertussen viel echter ook koning Eumenes van de rechterflank aan en hij kon de Seleucidische falanx in de flank aanvallen. Een olifantencharge op de Romeinse infanterie bleef zonder uitwerking. Nadat ze bestookt waren met projectielen keerden de dieren zich in paniek om en vielen hun eigen soldaten aan. Toen stortte het moreel van de soldaten in en de Seleuciden sloegen op de vlucht.

### De oorlog tegen de Aetoliërs en de Galaten
Antiochus herrenigde na de verloren slag zijn overgebleven troepen bij Apamea. Kort daarna vroeg hij de Romeinen een wapenstilstand, die hij kreeg in ruil voor 500 talenten en 20 gijzelaars. Op militair vlak was de oorlog nu voorbij, wat beide zijden erkenden, en nu begonnen de onderhandelingen tussen de Romeinen en de Seleuciden. Het zou na de Slag bij Magnesia nog meer dan een jaar duren totdat beide partijen in het voorjaar van 188 v.Chr. eindelijk een vredesverdrag sloten. 
Ongeveer op hetzelfde moment als de Slag bij Magnesia werd de oorlog in Griekenland weer hernomen. Nadat Lucius Scipio's leger in december 190 v.Chr. weggegaan was en de wapenstilstand afgelopen was, startte de Aetolische Bond een nieuw offensief. Philippus van Macedonië had al Athamanië en meerdere Aetolische steden aan de grens ingenomen, maar werd daarna door de Aetoliërs teruggeslagen. Verder stelden ze Amynandros weer aan als de koning van Athamanië. In het voorjaar van 189 v.Chr. landde de nieuwe consul Marcus Fulvius Nobilior met 35.000 soldaten in Griekenland. Daarom begonnen de Aetoliërs vredesgesprekken met de Romeinen. Tijdens de onderhandelingen veroverde Nobilior Ambracia en Kefalonia.

Het grootste deel van de belangrijke steden op de westkust van Klein-Azië werden in de winter van 190/189 v.Chr. ingenomen door de Romeinen, waaronder Efeze en de regionale hoofdstad Sardis, waar hij overwinterde. In het voorjaar werd hij afgelost door de nieuwe consul Gnaeus Manlius Vulso, die door de Romeinse overwinning geen versterkingen met zich meegebracht had. Vulso respecteerde de wapenstilstand en meed alle Seleucidische steden die nog niet ingenomen waren en waar een garnizoen gelegerd was, maar hij begon een offensief tegen de Galaten. Deze campagne werd niet enkel gevoerd in het vooruitzicht van buit, maar had ook een propagandistische bedoeling: de verdediging tegen de Galaten was eerst voor de Hellenistische koningen de opdracht geweest, en nu was die overgegaan op Rome. Tijdens die veldtocht werd het Romeinse leger bevoorraad door de Seleuciden. 
In de zomer van 189 v.Chr. werd in Rome eindelijk de officiële vredesovereenkomst gesloten. De inhoud was echter eerder al vastgelegd en kwam overeen met de voorwaarden die Antiochus had geweigerd voor de Slag bij Magnesia. De koning was echter zelf niet aanwezig bij de onderhandelingen. Hij werd vertegenwoordigd door Zeuxis, de voormalige vicekoning van Klein-Azië. Ook koning Eumenes en de Rhodiërs deden mee aan de onderhandelingen. Zeuxis' opties waren door het verloop van de oorlog gering geworden, zodat hij bijna niets uit de brand kon slepen. In het voorjaar van 188 v.Chr. werd de vrede tussen het Romeinse en Seleucidische Rijk van kracht.

## Verdrag van Apamea

### Inhoud

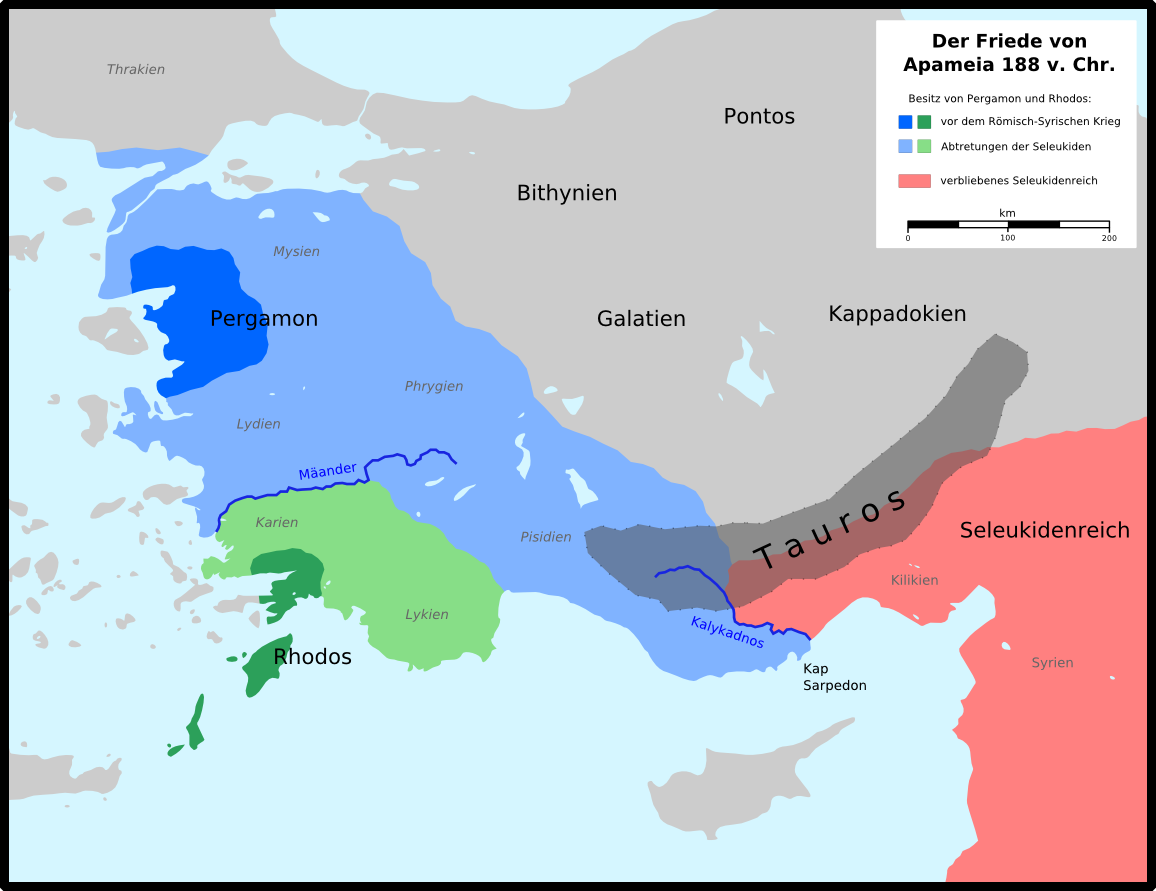
Territoriale veranderingen als resultaat van het Verdrag van Apamea
Seleucidische Rijk
Pergamon
Rhodos

Het Verdrag van Apamea bracht enorme politieke veranderingen met zich mee: Antiochus moest Thracië en Klein-Azië tot aan het Taurusgebergte opgeven. Enkel het direct aan Syrië grenzende Cilicië bleef tot aan de rivier de Kalykadnos (Göksu) in zijn bezit. Met deze radicale maatregel schroefden de Romeinen de Seleucidische invloed in de Egeïsche Zee helemaal terug. Antiochus mocht zich ook niet meer bemoeien met de aangelegenheden van Klein-Azië die in het nadeel waren van de bondgenoten van Rome.
De onbetwistbare winnaars in dit verdrag waren Pergamon en Rhodos. Rome zelf wilde niet de directe controle over Griekenland en Klein-Azië verkrijgen en gaf alle territoriale veroveringen aan haar bondgenoten, uitgezonderd de vroegere Aetolische en Athamanische eilanden Kefalonia en Zakynthos. Koning Eumenes kreeg met Lysimacheia, de Thracische Chersonesos, Mysië, Lydië, Frygië, Pisidië en Noord-Carië het leeuwendeel. De Rhodiërs moesten zich met Lycië en Zuid-Carië tevredenstellen. De steden die zich voor of tijdens de oorlog bij Rome hadden aangesloten bleven alleszins onafhankelijk, omdat Rome de oorlog deels had gevoerd had voor hun autonomie.
Het Seleucidenrijk moest Rome in totaal 15.000 zilveren talenten betalen. Antiochus had bij de wapenstilstand 500 talenten moeten betalen, en hij had nog 2.500 extra betaald bij de daadwerkelijke vrede. De rest van de schatting moest de komende twaalf jaren per 1.000 betaald worden. Zo moesten de Seleuciden in een vierde van de tijd vijftig procent meer betalen dan Carthago had moeten doen na de Tweede Punische Oorlog. Zelfs voor het financieel relatief sterke Seleucidenrijk was het moeilijk om dit te betalen.
Rome liet in het verdrag nog meer voorwaarden optekenen die een terugkeer van de Seleuciden in de Egeïsche Zee moesten bemoeilijken: Antiochus' vloot mocht nog slechts tien schepen beslaan, die daarbovenop niet voorbij Kaap Sarpedon bij de monding van de Kalykadnos (Göksu) mochten varen. Het was voor hen vanaf dan bevolen om nog krijgsolifanten in hun leger te hebben, maar de Seleuciden hielden zich hier slechts enkele jaren aan. Verder mochten de Seleuciden ook geen Galatische huurlingen meer in dienst nemen.
Een onaangename eis die Antiochus' reputatie in gevaar zou hebben gebracht, bleef voor de Seleucidische koning toch zonder gevolgen: de Romeinen eisten de overlevering van enkele van hun belangrijkste tegenstanders. Die ontsnapten hier echter aan door zelfmoord te plegen of door, zoals Hannibal, te vluchten, terwijl aan anderen gratie verleend werd. De jongste zoon van Antiochus, de latere Antiochus IV, moest wel als gijzelaar naar Rome gaan.

### Politieke gevolgen voor de Egeïsche Zee
De Romeins-Seleucidische Oorlog had de machtsverhoudingen in de Middellandse Zee drastisch veranderd. De Griekse historicus Polybius dacht dat de periode tussen 218 en 146 v.Chr. het proces was waarbij het Romeinse Rijk een wereldrijk werd. De oorlog tegen Antiochus markeerde daarbij het einde van de eerste fase, waarin Rome de andere grootmachten (Carthago, Macedonië en het Seleucidische Rijk) bedwong.
Om deze oorlogen te winnen had Rome bondgenoten nodig gehad en had het ook rekening moeten houden met hun belangen. Daarom werden de oorlogen in Griekenland tot 188 v.Chr. gevoerd in een goede verstandhouding met de regionale staten. Rome oefende nog geen directe macht uit over de Grieken, maar probeerde ervoor te zorgen dat er daar een machtsevenwicht was. Dit beleid werd ingevoerd door Flamininus. Zo kon er gegarandeerd worden dat er geen nieuwe Griekse grootmacht kon ontstaan die gevaarlijk zou kunnen zijn voor Rome, zoals Philippus V dat geweest was. Aan de andere kant mochten andere grootmachten geen beroep meer doen op bondgenoten in Griekenland, zoals gebeurd was in de Tweede Punische Oorlog. Om dit systeem stabiel te houden moest Rome ervoor zorgen dat de Griekse staatjes niet sterker werden en grootmachten van buitenaf ervan weerhouden om tussenbeide te komen. Na de nederlaag van Antiochus in 188 v.Chr. was dat laatste gemakkelijk geworden, omdat Rome nu de hegemonie over de Egeïsche Zee verkregen had.
De Romeinse Republiek begon Griekenland nog niet onmiddellijk rechtstreeks te besturen. Toch werd de stad als enige overgebleven grootmacht bij elk intern conflict ter hulp geroepen om als 'scheidsrechter' op te treden. Rome stapte uiteindelijk af van haar beleid van een balans in Griekenland en wilde nu dat alle Griekse steden pro-Romeins waren. Deze nieuwe wending werd door de Grieken cynisch nova sapientia ("nieuwe wijsheid") genoemd. Maar dit beleid was enkel mogelijk omdat Rome na de nederlaag van de Hellenistische monarchieën geen rekening meer moest houden met tegenstanders van een even grote sterkte. Met het einde van het Macedonische Koninkrijk in 168 v.Chr. na de Derde Macedonische Oorlog en de oprichting van de provincie Macedonia in 146 v.Chr. ging Rome uiteindelijk op directe controle over Griekenland over.

### Gevolgen voor de oorlogspartijen
De Aetolische Bond was tijdens de Romeins-Seleucidische Oorlog de enige noemenswaardige tegenstander van Rome in Griekenland geweest. Omdat de Romeinen in 188 v.Chr. nog een politieke balans wilden bekomen, werd de Aetoliërs een relatief kleine schatting opgelegd en verloren ze maar weinig grondgebied. Aan de andere kant hadden de bondgenoten van Rome er een enorm gebied bij gekregen na de overwinning op Antiochus: Pergamon en Rhodos controleerden op papier de grote gebieden. Philippus van Macedonië kreeg een deel van zijn verliezen in de oorlog tegen Rome daarvoor terug. De Achaeïsche Bond slaagde er eindelijk in de Peloponnesos te verenigen. Op lange tijd hadden al deze staten aan buitenlandse beweeglijkheid ingeboet, omdat ze een deel van een "unilateraal" machtssysteem geworden waren. Romes overwinning op de concurrerende grootmachten markeerde het begin van het einde van de Griekse onafhankelijkheid.
Al in het begin van de Romeins-Seleucidische Oorlog veranderde de interne machtsstructuur van Rome. Sinds de nederlaag bij Cannae in 216 v.Chr. hadden de belangrijke families van Scipio en Flamininus een sterkere invloed over de Romeinse politiek gekregen, zoals dat ook daarvoor gebruikelijk was geweest in de senaat. De medestanders van Cato verzetten zich echter hiertegen. De politieke carrière van Scipio Africanus en zijn broer – die later ter ere van zijn overwinning bij Magnesia de bijnaam Asiaticus zou krijgen – werd een jaar na het einde van de oorlog echter beëindigd door een proces omtrent corruptie. Daarmee hadden de medestanders van Cato, die het niet accepteerden dat andere politici te machtig werden, hun doel bereikt.
Het Seleucidische Rijk had met het Verdrag van Apamea een grote aderlating moeten doen. Rond de Middellandse Zee was het niet eens meer een grootmacht en het waagde het niet meer zich te verzetten tegen de wil van Rome. Dit werd op 168 v.Chr. op de "Dag van Eleusis" voor iedereen duidelijk toen Antiochus IV zijn verovering van Egypte door een diplomatische interventie van Rome opgaf. In tegenstelling tot de andere Griekse staten behield het Seleucidische Rijk zijn autonomie binnen zijn rijksgrenzen. In het Nabije Oosten bleef het nog twee generaties de onbetwiste grootmacht, tot interne machtsstrijden en de opkomst van de Parthen de ondergang voor het rijk van Seleucus betekenden. Antiochus III de Grote had de gevolgen van zijn nederlaag tegen Rome in zijn eigen leven moeten ervaren: bij een poging om een ongewoon hoge tempelbelasting te innen om zo de oorlogsbetalingen aan Rome te kunnen betalen, werd hij in 187 v.Chr. gedood in Iran.